# 加比莱区
加比莱区（或拼做Gebiley）是索馬利亞時期的一個區，位於該國西北部的马罗迪杰赫州，而該州實際上由索馬利蘭政府控制。首府為加比莱。

## 人口統計
廣義的加比莱区總人口共為320,430人。由於此區擁有肥沃的土地，它被認為是索馬里蘭發展最快的人口區。
本區的住民主要是哈巴爾阿瓦勒族的Jibril Abokor人。

## 外部鏈結
- 加比莱区行政區域圖 （页面存档备份，存于）

9°42′01″N 43°37′28″E / 9.7003°N 43.6244°E